# Bears de Lenoir-Rhyne
Les Bears de Lenoir-Rhyne (en anglais : Lenoir-Rhyne Bears) sont le club omnisports universitaire de l’université Lenoir-Rhyne à Hickory en Caroline du Nord.